# روبرت فلاهرتي
روبرت فلاهرتي (بالإنجليزية: Robert J. Flaherty)‏ (و. 1884 – 1951 م) هو مخرج أفلام، ومونتير، وكاتب سيناريو أمريكي، ولد في آيرون ماونتن، وكان عضوًا في الجمعية الجغرافية الملكية، توفي في دوميرستون، عن عمر يناهز 67 عاماً.

## التعليم
تعلم في كلية كندا العليا.

## وصلات خارجية
- روبرت فلاهرتي على موقع IMDb (الإنجليزية)
- روبرت فلاهرتي على موقع الموسوعة البريطانية (الإنجليزية)
- روبرت فلاهرتي على موقع مونزينجر (الألمانية)
- روبرت فلاهرتي على موقع قاعدة بيانات الأفلام العربية
- روبرت فلاهرتي على موقع ألو سيني (الفرنسية)
- روبرت فلاهرتي على موقع أول موفي (الإنجليزية)
- روبرت فلاهرتي على موقع قاعدة بيانات الأفلام السويدية (السويدية)
- روبرت فلاهرتي على موقع إن إن دي بي (الإنجليزية)
- روبرت فلاهرتي على موقع قاعدة بيانات الفيلم (الإنجليزية)
- روبرت فلاهرتي على موقع كينوبويسك (الروسية)